# Silicon Graphics
Silicon Graphics, Inc., també coneguda com a SGI, o històricament citada com a Sistemes Computacionals Silicon Graphics (SGCS), va començar com fabricant de terminals gràfiques el 1982. Va ser fundada per Jim Clark i Abbey Silverstone. Els productes inicials estaven basats en el treball de Jim Clark amb geometry pipelines, programari especialitzat i maquinari que accelera l'exhibició d'imatges tridimensionals. SGI va ser establert originalment com a corporació a Califòrnia al novembre de 1981, i restablerta com corporació en Delaware el gener de 1990. El 8 de maig 2006 SGI va presentar suspensió de pagaments, de la qual va sortir el 17 d'octubre del mateix any. L'anterior seu del SGI pertany ara a Google.

## Història
Els productes de SGI, així com les estratègies i posicions del mercat seguides per la companyia, han variat des de la fundació de SGI. No obstant això, la indústria de les "estacions de treball" ha seguit sent el negoci principal de SGI a través de la seva història.

### Fundació
El Dr. James H. Clark va deixar la seva posició com a professor associat d'enginyeria elèctrica en la Universitat Stanford per a formar SGI en 1982 juntament amb Abbey Silverstone. Dos mesos més tard es va unir un grup d'estudiants graduats de Stanford incloent a Kurt Akeley, Tom Davis, Rocky Rhodes, Mark Hannah, Herb Kuta, i Mark Grossman. Mayfield Group va proveir el finançament inicial de l'empresa.

### Primera generació de productes
Les primeres màquines IRIS 1000 (IRIS són sigles d'Integrated Raster Imaging System, "sistema integrat de la projecció d'imatge") van ser dissenyades per a ser connectades a una computadora DEC VAX com terminal gràfica, manejant solament la pantalla. Estaven basades en el microprocessador Motorola 68000, amb un disseny de placa base relacionat amb el del Sun-1. Després d'això, SGI va començar a usar el sistema operatiu UNIX System V. El seu màxim exponent va ser l'IRIS 3130, una completa estació de treball UNIX usant el Motorola 68020 amb un coprocessador matemàtic Weitek. Els 3130 eren bastant potents per a realitzar una animació completa 3D i paquet de la representació sense l'ajuda del mainframe. Amb discos durs de gran capacitat per a l'època (dues unitats de 300MB), unitat de cinta i placa Ethernet, li permetia ser la peça central d'una operació d'animació.

### Era RISC
Amb la introducció de la sèrie IRIS 4D, SGI va canviar a usar l'arquitectura de microprocessador RISC MIPS. Aquestes màquines eren més potents, en incloure més memòria i van venir amb potent capacitat matemàtica integrada. Aquestes màquines van fer molt pel nom de SGI mentre que els gràfics 3D van arribar a ser més populars en la televisió i en el cinema. SGI va produir una àmplia gamma d'estacions de treball i servidors basats en MIPS durant els anys 90, funcionant amb una versió d'UNIX System V de SGI, ara anomenada IRIX. Aquests van incloure els sistemes massius de visualització Onyx, de la grandària de refrigeradores i capaces de suportar fins a 64 processadors mentre que manejaven fins a tres fluixos de gràfics d'alta resolució, completament en 3D. En 1992, MIPS va llançar el seu primer microprocessador de 64-bits, el R4000, que era el primer microprocessador RISC 64-bit llançat comercialment (un mercat al que aviat es va unir l'Alpha de Digital i uns altres). IRIX 6.2 era el primer llançament completament 64-bits d'IRIX, incloent-hi punters de 64-bits. L'agost de 2006, SGI va anunciar el final de la producció per als sistemes MIPS/IRIX. A partir del 29 de desembre 2006 els productes MIPS/IRIX ja no estan disponibles.

### IrisGL i OpenGL
Fins a la segona generació de les màquines Onyx Reality Engine, SGI va oferir accés als seus subsistemes gràfics 3D d'alt rendiment amb un API propietari conegut com a llenguatge gràfic IRIS (IrisGL). Mentre que es van agregar més característiques al passar els anys, IrisGL es va tornar més complicat de mantenir i incòmode d'utilitzar. En 1992, SGI es va decidir a netejar i reformar IrisGL i va iniciar un moviment per a permetre que l'API resultant, anomenat OpenGL, fos llicenciat a un preu econòmic per als competidors de SGI. Però va anar més enllà, creant un consorci industrial per a mantenir l'OpenGL estàndard (el "comitè examinador de l'arquitectura d'OpenGL", OpenGL Architecture Review Board). Això significava que per primera vegada podia escriure's programari de gràfics multiplataforma ràpida i eficientment.
Avui dia, OpenGL segueix sent l'únic estàndard de gràfics 3D en temps real portable a través d'una varietat de sistemes operatius. El seu competidor principal ('Direct3D' de Microsoft) funciona solament en màquines basades en Microsoft Windows.

### Consorci ACE
El SGI va prendre part,al començament dels 90, en una iniciativa (juntament amb altres vint empreses, incloent-hi Compaq, Digital Equipment Corporation, MIPS, Groupe Bull, Siemens AG, NEC Corporation, NetPower, Microsoft i Santa Cruz Operation) per a introduir estacions de treball basats en l'arquitectura de MIPS i capaces de funcionar amb Windows NT i SCO UNIX. El grup va produir l'especificació Advanced RISC Computing (ARC). El consorci va caure, pel que sembla per raons més polítiques que tècniques.

### Indústria d'Entreteniment
Una computadora SGI amb el navegador tridimensional de sistema de fitxers FSN va aparèixer en la pel·lícula Parc Juràssic el 1993. En aquesta escena és cèlebre la línia de Lex, "Això és un sistema Unix. Ho conec." En la pel·lícula Twister, els herois poden ser vists usant una computadora portàtil de SGI. És, de fet, una SGI portàtil, amb una placa base similar a la de l'Indy. SGI en va fer al voltant de trenta a inicis dels 90, fent d'aquesta computadora portàtil una absoluta raresa. Donat al gran consum dels processadors MIPS, a més del cost de tal dispositiu en una època quan l'Apple PowerBook era considerat costós, la computadora portàtil no era un negoci d'interès per a SGI. Una vegada que els PC barats van començar a manipular de millor forma els gràfics a un cost menor, SGI va començar a especialitzar-se en la creació de servidors d'alt rendiment per a l'emmagatzemament de vídeo digital i Web. Molts enginyers de SGI han anat a treballar en altres companyies de gràfics de computadora com ATI i Nvidia, contribuint als gràfics de PC en 3D.